# KBマシノストロイェニヤ
KBマシノストロイェニヤ (KB Mashinostroyeniya、KBM; ロシア語: КБ Машиностроения, КБМ, tr. Machine-Building Design Bureau) はロシアのモスクワ州コロムナにある国防企業で、ミサイルシステムを専門とする研究開発とその製造を行っている。ロシアの国策企業ロステックの子会社で、ヴィサコトシニエ・コンプリクシが同社の株式を保有している。日本語では機械製作設計局と呼ぶこともある。 
KBMはソ連国家防衛委員会令1576号により、迫撃砲を担当する設計局として、初代主任設計技師にボリス・シャヴィーリンを迎えて1942年4月11日に設立された。大祖国戦争において数々の兵器を設計した功績により、会社としてレーニン勲章や赤旗勲章を授与された。 
旧称は SKB-101 および SKB-GA で、滑腔砲特別設計局 (ロシア語: Специальное конструкторское бюро гладкоствольной артиллерии, СКБ ГА, tr. Special KB of smooth-bore artillery) の意味である。 
同社に在籍した著名な設計技師としては、ストレラ-2やイスカンデルの主任設計技師を務めたセルゲイ・ネポベディミィやアンドラニーク・テル＝ステパニャンがいる。 
現在の主任設計技師はV・M・ソコロフである。

## 製品

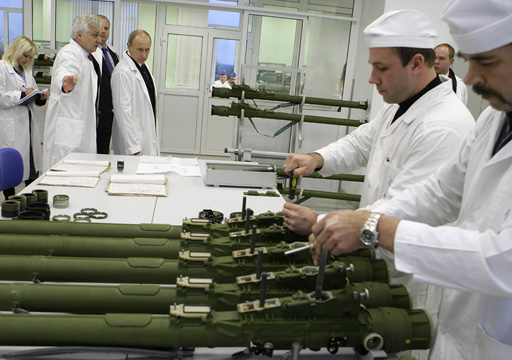
KBMを訪問するロシア大統領ウラジーミル・プーチン。2009年。

KBMは旧ソ連で配備された迫撃砲の80%以上を生産した他、以下の兵器を開発した。 
- 対空防衛システム
  - ギブカ-S自走防空システム[2]
- 対戦車用無反動砲 B-10 および B-11
- 携帯式防空ミサイルシステム
  - 9K333 ヴェルバ
  - 9K38 イグラ (SA-18 グロース)
  - 9K32 ストレラ-2 および 9K32M ストレラ-2M (SA-7およびSA-7b グレイル)
  - 9K34 ストレラ-3 (SA-14 グレムリン)
- 対戦車ミサイル
  - シュメーリ
  - 9M14 マリュートカ (AT-3 サガー)
  - 9M114 シュトゥールム (AT-6 スパイラル)
  - 9M120 アターカ (AT-9 スパイラル-2)
  - 9M123 フリザンテーマ (AT-15 スプリンガー)
- 戦域弾道ミサイル
  - R-400 オカー
  - OTR-21 トーチカ
  - 9K720 イスカンデル
- アクティブ防護システム
  - KAZ アリーナ